# TT226
La tombe thébaine TT 226 est située à Cheikh Abd el-Gournah, dans la nécropole thébaine, sur la rive ouest du Nil, face à Louxor en Égypte.
C'est peut-être la sépulture d'Heqa-Rechou (Hqȝ-ršw), scribe royal, surveillant des nurses du roi. Elle date du règne d'Amenhotep III (XVIIIe dynastie).
Il y avait un décor peint représentant Amenhotep III et sa mère Moutemouia, désormais exposé au musée de Louxor.